# Kertész Sándor (színművész)
Kertész Sándor, született Klein (Debrecen, 1911. június 29. – Toronto, 1990. június 14.) színész, rendező, színigazgató.

## Élete
Klein Lajos cipőkészítő és Stein Mária gyermekeként született izraelita vallású családban. Középiskolai tanulmányait a debreceni református gimnáziumban végezte. 1929-ben kezdte színészi pályáját Kiss Árpád soproni társulatánál. Ezt követően Pécsre szerződött, majd Kispestre Deák Lőrinc társulatához. 1938-ban Kertész Dezső a budapesti Royal Színházhoz szerződtette. A második világháború alatt munkaszolgálatos, majd hadifogoly volt. A foksányi fogolytáborban színházat szervezett. Hazatérése után, 1946 és 1948 között a debreceni Csokonai Színházban színészként és rendezőként is működött, akárcsak 1949–51-ben a Miskolci Nemzeti Színházban, 1951–52-ben a Pécsi Nemzeti Színházban és 1952–54-ben a Fővárosi Víg Színházban. 1955–56-ban a Néphadsereg Színház Kamaraszínházának társulatának tagja volt. 1956 novemberében családjával Kanadába disszidált, ahol egy évvel később megalapította a torontói magyar színházat, amely előbb Vidám Színpad, később Művész Színház néven működött, összesen három évtizeden át. 1983-ban ünnepelte a színház fennállásának huszonöt éves jubileumát. 1988-as nyugalomba vonulásáig a színház igazgatója, színésze és dramaturgja volt. Megírta a kanadai magyar színjátszás történetét. Többször hazalátogatott. Kezdetben táncoskomikus, később drámai szerepekben lépett színpadra. 1988-ban a magyar kormány a Pro Cultura Hungarica díjjal tüntette ki.
Felesége Hirn László és Lichter Alice lánya, Hirn Alice (1922–?) volt, akit 1942. március 7-én Szegeden vett nőül.

## Főbb szerepei
- Dosztojevszkij: Bűn és bűnhődés – Raszkolnyikov
- Kálmán Imre: Csárdáskirálynő – Bóni
- Molière:Tartuffe
- Schönthan: A szabin nők elrablása – Rettegi Fridolin
- Pirandello: IV. Henrik
- Molnár Ferenc: A testőr – Színész
- Szülei Mihály: Egy bolond százat csinál – Jean főlakáj

## Művei
- Déryné voltam Kanadában. A torontói Művész Színház 23 éves története (emlékirat, Toronto, 1981; angolul is)

## Díjai, elismerései
- Award of Merit (1984)
- Pro Cultura Hungarica díj (1988)